# 15898 Kharasterteam
15898 Kharasterteam eller 1997 QP är en asteroid i huvudbältet som upptäcktes den 26 augusti 1997 av de båda tjeckiska astronomerna Petr Pravec och Lenka Kotková vid Ondřejov-observatoriet. Den är uppkallad efter en grupp astronomer vid Charkiv universitetets astronomiska observatorium.
Asteroiden har en diameter på ungefär 6 kilometer och den tillhör asteroidgruppen Maria.